# دانييل كيلمان

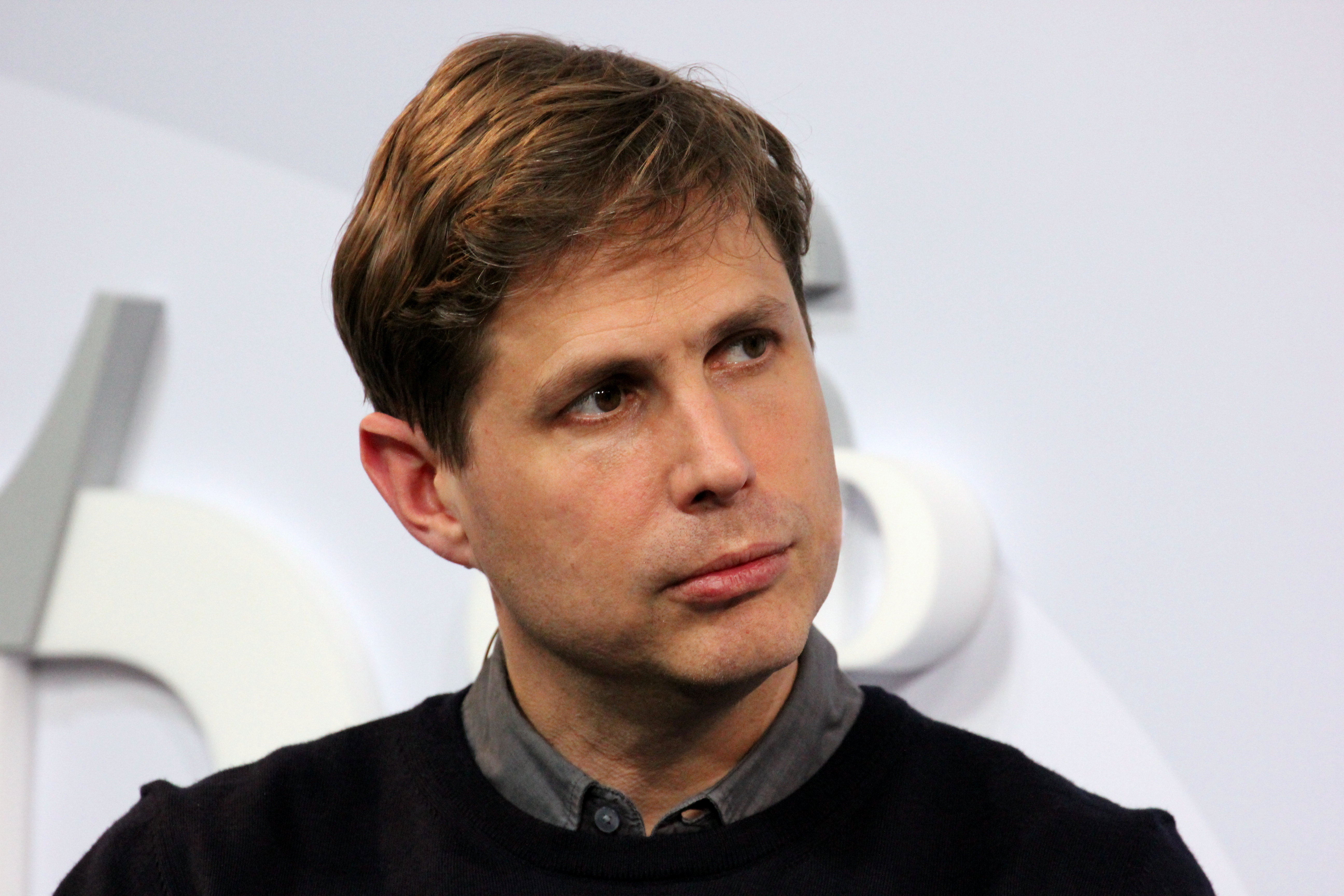
دانيال كيلمان في معرض فرانكفورت للكتاب 2017

دانيال كيلمان (ولد في ١٣. كانون الثاني (يناير) 1975 في ميونيخ) كاتب ألماني - نمساوي  يعيش في نيويورك وبرلين.حقق كتابه «أنا وكامينسكي» (بالألمانية: Ich und Kaminski)‏ نجاحًا عالميا في عام 2003، كما أصبحت روايته «مسح العالم» (بالألمانية: Die Vermessung der Welt)‏ المنشورة عام 2005 واحدة من أعظم نجاحات الأدب الألماني في فترة ما بعد الحرب العالمية الثانية.

## نشأته وتعليمه
دانيال كيلمان هو نجل المخرج النمساوي مايكل كيلمان والممثلة الألمانية داغمار ميتلر. كان جده الكاتب التعبيري إدوارد كيلمان الذي عاش في فيينا. انتقل عام 1981 مع اسرته من ألمانيا إلى فيينا، واجتاز تعليمه المدرسي في ثانوية كالكسبورغ في فيينا، ثم درس الفلسفة والألمانية.

## نشاطه الأكاديمي
في عام 2001 عمل كيلمان أستاذاً زائراً للنظرية الشعرية في جامعة ماينتس، وفي الفصل الشتوي 2005/06 كان محاضرًا للشعر في جامعة فيسبادن التقنية، وفي الفصل الشتوي 2006/2007 في جامعة غوتنغن، وفي ديسمبر 2010 دعي محاضرا للأدب العالمي في جامعة كولونيا، كما يعملأستاذا زائرا في قسم اللغة الألمانية في جامعة نيويورك. في الفصل الصيفي لعام 2014 ألقى كيلمان محاضرات في النظرية الشعرية في جامعة غوته في فرانكفورت. دانيال كيلمان عضو في كل أكاديمية ماينز للعلوم والآداب،  وأكاديمية الفنون الحرة في هامبورغ، والأكاديمية الألمانية للغة والشعر، وفي مركز PEN في ألمانيا.

## أعماله الأدبية

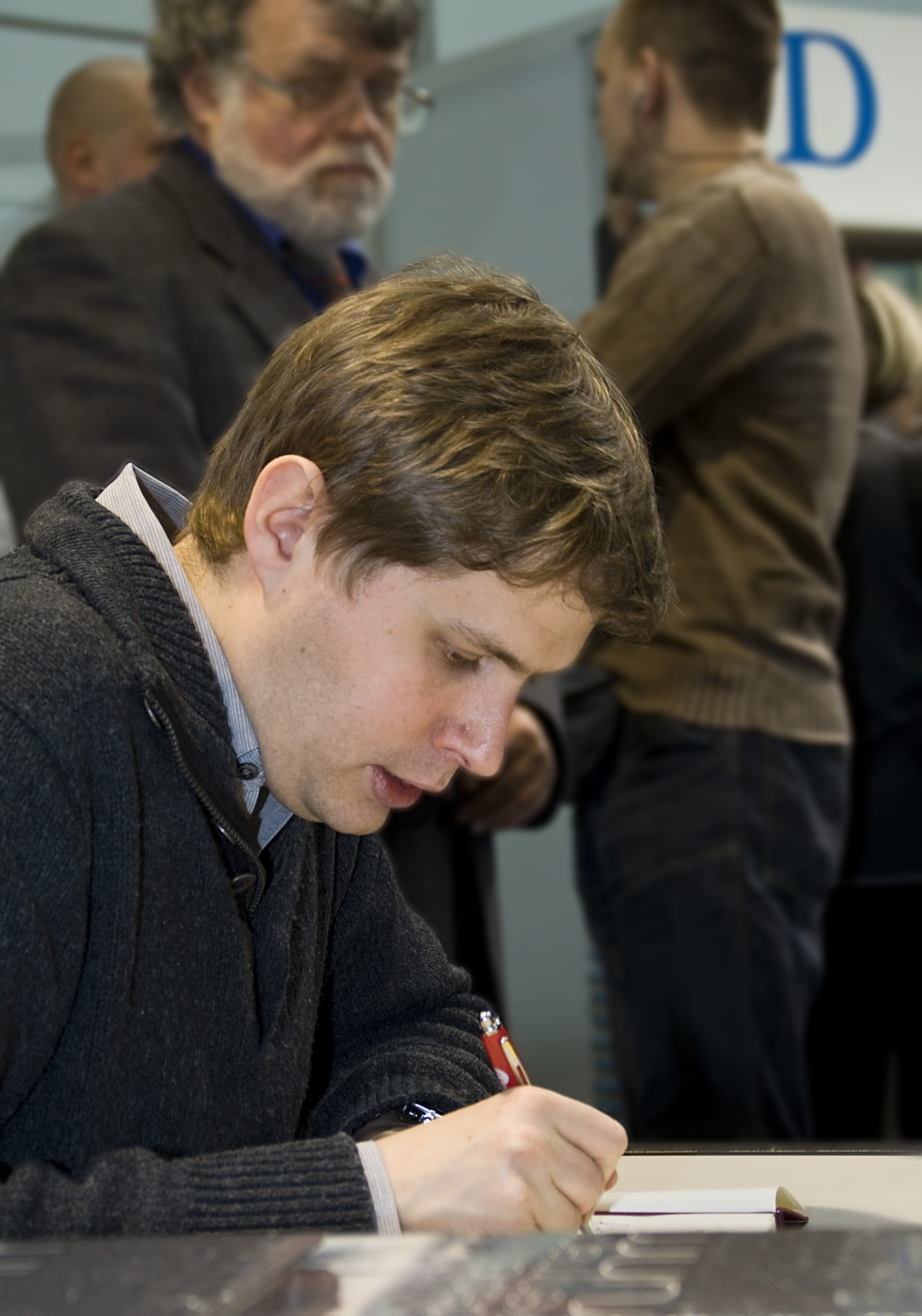
دانيال كيلمان في معرض لايبزيغ للكتاب (2009)

يخترع كيلمان أبطاله وقصصهم ويضع نفسه والقارئ - في نوع من التجربة - من منظورهم. عادة ما يكون أبطاله شخصيات متطرفة بطريقة أو بأخرى: سطحيون للغاية وعبثا كما في رواية «أنا وكامينسكي»، أو موهوبين للغاية ومعزولين كما في «زمن ماهلر». تنشأ الحبكة من من مسألة ما إذا كانت هذه الشخصيات المتطرفة تفشل، وكيف. في مقال لصحيفة فرانكفورتر ألغيماينه في عام 2011 أكد كيلمان على مدى تأثره بـ إي إل دكتورو.
يعيش أبطال كيلمان في واقع يبدو مألوفًا للناس، ويصظدمون وفي نفس الوقت بحدود هذا الواقع، ففي قصة «مخيلة بيرهولم» (بالألمانية: Beerholms Vorstellung)‏ يعتقد ساحر المسرح فجأة أنه قادر على السحر، وفي زمن ماهلر يتوصل عالم شاب إلى معادلة تمكنه من إلغاء الوقت، وفي روايته «مجد» (بالألمانية: Ruhm)‏ يزيد كيلمان من حدة الواقعي عبر الخلط بين الخيال والمتخيّل.
من وجهة النظر الأدبية تصنف كتابات كيلمان تحت تعريف «الواقعية السحرية»، وبالتالي تضمن في تقليد يعود إلى عشرينيات القرن الماضي يضم كتابا مثل ألفريد كوبين وألكسندر ليرنت هولينيا وليو بيروتس، وأيضًا مؤلفين من أمريكا اللاتينية مثل غابرييل غارسيا ماركيز. وإذا أمكن اعتبار هذا التصنيف متماسكًا حتى روايته «المكان البعيد» (بالألمانية: Der ferne Ort)‏، فإن روايته «أنا وكامينسكي» لا تنتمي إلى هذا الصنف. هناك يستشعر البطل، وهو شخص وصولي سطحي، بفرصة مواتية مع قرب موت الرسام المعروف كامينسكي ليثبت نفسه ناقدا فنيا من خلال كتابة سيرته الذاتية. في المواجهة مع الفنان الناضج يدرك البطل أخيرًا مدى ضآلة حياته السابقة.
رواية «مسح العالم»، الصادرة في أبريل 2007، هي أنجح روايات كيلمان، حيث بلغت مبيعاتها حوالي 2.3 مليون نسخة في البلدان الناطقة بالألمانية وحدها. وفي قائمة نيويورك تايمز للكتب الأكثر مبيعًا في العالم لعام 2006 جاءت في المرتبة الثانية. تحكي الرواية سيرتيّ الباحثَين ألكسندر فون هومبولت وكارل فريدريش جاوس اللتان رافقهما ظهور عدة اختراعات حديثة، وتعد رواية عن ظهور العلم الحديث وعن الحركة الكلاسيكية الألمانية. كتب النص بصيغة الشخص الثاني (هو)، مما يخلق مجموعة متنوعة من التأثيرات الكوميدية والساخرة. من جانب آخر تعرض العمل لهجوم حاد من بعض المؤرخين الذين انتقدوا تصوير الأبطال وزمانهم.
في 19. في يناير 2009، نُشر كتاب كيلمان "مجد، رواية في تسع قصص" التي أثارت ضجة إعلامية قبيل نشرها، حيث نشرت صحيفة فرانكفورتر ألغيماينه في ديسمبر 2008 مقتطفات من العمل ومقابلة مع المؤلف، وهذا دفع مجلة دير شبيجل إلى نشر مقتطفات مع تعليقات أدبية في الخامس يناير 2009، فرفعت دار نشر روهفولت قضية على المجلة لانتهاكها فترة الحجب بنشر المراجعات قبل تاريخ 19 يناير 2009، مطالبة بغرامة جزائية قيمتها 250.000 يورو ثم سحبت الدعوى بعد ذلك بشهر. ليس بشهر، وسحبت الدعوى في مايو 2010. تضاربت مواقف النقاد من الرواية، فوضعها بعضهم في مصاف الأدب العالمي، في حين اعتبرها البعض لا تتجاوز النثر اللغوي الألماني، ودفع الجدل إلى ظهور مقالة نادرة المثيل في "نقد النقد" في صحيفة فرانكفورتر ألغيماينه في 18 فبراير 2009. عندما سُئل كيلمان في مقابلة عن الاستجابة الأدبية النقدية لروايته وحول "بدائل الممارسة النقدية الأدبية الحالية"، أجاب: "الأمر يشبه ما يحدث مع أطباء الأسنان، فأحيانًا تتساءل عن سبب وجود أشخاص يقومون بهذه الوظيفة طواعية، إلا أن المرء ليس بوسعه أن يطالب بإلغاء هذه المهنة. مع ذلك، لا يمكن إنكار أن أطباء الأسنان عادة ما يكونون أفضل تدريبًا للمهنة. حتى منتصف فبراير 2009 بيعت حوالي 300000 نسخة من الكتاب وبلغ المركز الأول في قوائم مجلة دير شبيغل للكتب الأكثر مبيعا في ألمانيا، وكان العاشر في قائمة دير شبيغل للكتب الأكثر مبيعا في البلاد عام 2009.
في أغسطس 2013 ظهرت روايته «ف» (بالألمانية: F.)‏ التي تحكي قصة ثلاثة إخوة كاذبين ومضلّين ومنافقين، وقد أدرجت الرواية في القائمة الطويلة لجائزة الكتاب الألمانية لعام 2013. وشأن روايات كيلمان السابقة، وصلت الرواية بعد فترة وجيزة من نشرها إلى رأس قائمة دير شبيغل للكتب الأكثر مبيعًا.
في خريف 2016 نُشرت قصته «كان ينبغي عليك أن تذهب» (بالألمانية: Du hättest gehen sollen)‏ وفي عام 2020 حوّلت الرواية إلى فيلم من تأليف ديفيد كوب.
في عام 2017 نشرت روايته «تيل» (بالألمانية: Tyll)‏، وتحكي سيرة متخيلة لبطل الأدب الشعبي الألماني تيل أويلنشبيغل. في هذا العمل الروائي غير الخطي يستند كيلمان إلى القصص المحكية حول أويلنسبيجل، وتدور أحداث الرواية على خلفية حرب الثلاثين عامًا، وتظهر فيها بعض الشخصيات السياسية من تلك الفترة مثل فريدريش الخامس ملك بوهيميا وزوجته إليزابيث ستيوارت، وملك السويد غوستاف الثاني أدولف وكذلك شخصيات مدنية مثل أثناسيوس كيرشر أو بول فليمنغ). مقارنة بقصص تيل أويلنشبيغل السابقة، يؤكد كيلمان على المشقة والفقر في حياة المهرّج في القرن السابع عشر، باعتبارهما ثمنا للحرية المرتبطة بها.

## جوائز وترشيحات
- 1998: جائزة الدعم من الدائرة الثقافية للاقتصاد الألماني
- 2000 منحة دراسية من الندوة الأدبية في برلين
- 2003: جائزة المستشارية الاتحادية النمساوية
- 2005: جائزة كانديد من جمعية ميندن الأدبية
- 2005: القائمة القصيرة لـجائزة الكتاب الألماني، على رواية «مسح العالم»
- 2006: جائزة الأدب من مؤسسة كونراد أديناور
- 2006: جائزة هايميتو فون دودرر الأدبية
- 2006: جائزة كلايست
- 2007: جائزة دي فيلت للأدب
- 2007: جائرة غراند بري دو ليفر دي ديريجانت (بالفرنسية: Grand Prix du Livre des dirigeants)‏ على الترجمة الفرنسية من رواية مسح العالم
- 2008: جائزة بير أولوف إنكويست
- 2008 جائزة توماس مان
- 2010: جائزة سيفين للأدب الأوروبي (بالفرنسية: Prix Cévennes du roman européen)‏، على الترجمة الفرنسية لرواية «مجد»
- 2012: جائزة مسرح نستروي للكتاب، على مسرحية شبح برنستون
- 2013: القائمة الطويلة لجائزة الكتاب الألماني، على رواية «ف»
- 2018: جائزة فرانك شيرماتشر [32]
- 2018: جائزة فريدريش هولدرلين، من بلدية باد هومبورغ
- 2019: جائزة شوبارت للأدب، عن روية «تيل»
- 2019: جائزة أنطون فيلدغانز النمساوية [33]
- 2020: رشح في تسميات رومي في فئة أفضل كتاب روائي تلفزيوني، على نص «المشكلة الأخيرة» [34]
- 2020: القائمة القصيرة لجائزة البوكر الدولية للترجمة الإنجليزية لـ«تيل» (بالاشتراك مع المترجم روس بنجامين)
- 2021: جائزة إليزابيث لانغاسر للأدب [35]

## ترجمات إلى العربية
- مسح العالم، قياس الممالك في دروب المهالك، ترجمة كاميران حوج، هيئة أبو ظبي للثقافة والتراث، أبو ظبي، 2009، ردمك 9789948014058

## أعماله (بالألمانية)
- Beerholms Vorstellung. Roman. Deuticke Verlag, Wien 1997, ISBN 3-216-30290-3.
- Unter der Sonne. Erzählungen. Deuticke, Wien 1998, ISBN 3-216-30363-2.
- Mahlers Zeit. Roman. Suhrkamp Verlag, Frankfurt am Main 1999, ISBN 3-518-41078-4.
- Der fernste Ort. Novelle. Suhrkamp, Frankfurt am Main 2001, ISBN 3-518-41265-5.
- Ich und Kaminski. Roman. Suhrkamp, Frankfurt am Main 2003, ISBN 3-518-41395-3.
- Die Vermessung der Welt. Roman. Rowohlt Verlag, Reinbek bei Hamburg 2005, ISBN 3-498-03528-2 (Platz 1 der Spiegel-Bestsellerliste in den Jahren 2006 und 2007)
- Requiem für einen Hund. Ein Gespräch. Mit Sebastian Kleinschmidt. Matthes & Seitz, Berlin 2008, ISBN 978-3-88221-735-3.
- Leo Richters Porträt. Kurzgeschichte. Mit einem Porträt des Autors von Adam Soboczynski. Rowohlt, Reinbek bei Hamburg 2009, ISBN 978-3-499-25302-7.
- Ruhm. Ein Roman in neun Geschichten. Rowohlt, Reinbek bei Hamburg 2009, ISBN 978-3-498-03543-3. (Platz 1 der Spiegel-Bestsellerliste vom 26. Januar bis zum 1. Februar 2009)
- Lob: Über Literatur. Rowohlt, Reinbek bei Hamburg 2010, ISBN 978-3-498-03548-8.
- F. Rowohlt, Reinbek bei Hamburg 2013, ISBN 978-3-498-03544-0. (Platz 1 der Spiegel-Bestsellerliste vom 16. bis zum 22. September 2013)
- Du hättest gehen sollen, Erzählung. Rowohlt, Reinbek bei Hamburg 2016, ISBN 978-3-498-03573-0.
- Tyll, Roman. Rowohlt, Reinbek bei Hamburg 2017, ISBN 978-3-498-03567-9. (Platz 1 der Spiegel-Bestsellerliste vom 30. Dezember 2017 bis zum 26. Januar 2018)
- Der unsichtbare Drache. Ein Gespräch mit Heinrich Detering, Kampa Verlag, Zürich 2019, ISBN 978-3-311-70068-5.
- Mein Algorithmus und Ich, Stuttgarter Zukunftsrede. Klett-Cotta, Stuttgart 2021, ISBN 978-3-608-98480-4.